# チーズ・ケーキのような形をした僕の貧乏
『チーズ・ケーキのような形をした僕の貧乏』（チーズケーキのようなかたちをしたぼくのびんぼう）は、村上春樹の短編小説ないしはエッセイ。著者自身は「短い小説（のようなもの）」と呼んでいる。

## 概要
| 初出     | 『トレフル』1983年1月号                 |
| 収録書籍 | 『カンガルー日和』（平凡社、1983年9月） |

本作品の舞台となる「三角地帯」とは、東京都国分寺市西恋ヶ窪1丁目にある、JR中央本線と西武国分寺線に挟まれた場所を指す。実際に村上夫妻は1970年代前半、この土地の一軒家に暮らしていた。

## あらすじ
我々はその土地を「三角地帯」と呼んでいた。「三角地帯」の両脇には二種類の鉄道線路が走っていた。ひとつは国鉄線で、もうひとつは私鉄線である。その二つの鉄道線路はしばらく併走してから、くさびの先端を分岐点として、ひき裂かれるように不自然な角度で北と南に分かれるのだ。
「僕」と妻がわざわざそのような場所を選んで住んだのは一にも二にも家賃が安かったからだ。電車が通っているあいだはお互いの話は聞こえなかった。静かになって我々が話しはじめると、またすぐに次の電車がやってきた。そういうのってコミュニケーションの分断というか、すごくジャン＝リュック・ゴダール風だ

。
四月には鉄道のストライキが何日かあった。ストライキがあると本当に幸せだった。「僕」と彼女は猫を抱いて線路に降り、ひなたぼっこをした。